# Иберлинген
Иберлинген (њем. Überlingen) град је у њемачкој савезној држави Баден-Виртемберг. Једно је од 23 општинска средишта округа Бодензе. Према процјени из 2010. у граду је живјело 21.625 становника. Посједује регионалну шифру (AGS) 8435059.

## Географски и демографски подаци
Иберлинген се налази у савезној држави Баден-Виртемберг у округу Бодензе. Град се налази на надморској висини од 403 метра. Површина општине износи 58,7 km². У самом граду је, према процјени из 2010. године, живјело 21.625 становника. Просјечна густина становништва износи 369 становника/km².

## Међународна сарадња
| Мјесто  | Држава    | Врста сарадње | Од    |
| ------- | --------- | ------------- | ----- |
| Шантији | Француска | партнерство   | 1987. |
| Извор   |           |               |       |